# Ermin Šiljak
Ermin Šiljak (né le 11 mai 1973 à Ljubljana en Slovénie) est un footballeur international et entraîneur slovène qui évoluait au poste d'attaquant.

## Biographie
Il a inscrit 14 buts lors de ses 48 sélections en équipe de Slovénie.
Il a joué dans sept championnats différents, y compris en Chine, avant de prendre sa retraite en 2006.
Il a gagné trois championnats avec trois clubs différents.  
Lors des qualifications de l'Euro, il termine meilleur buteur avec neuf buts en neuf rencontres[réf. nécessaire].
Il participe au championnat d'Europe 2000.
Il a complété son diplôme d'entraîneur UEFA PRO.

## Clubs
- 1992-décembre 1993 : Svoboda -  Slovénie
- janvier 1994-1996 : Olimpija Ljubljana -  Slovénie
- 1996-1998 : SC Bastia -  France
- 1998-2001 : Servette FC -  Suisse
- 2001-décembre 2001 : Hammarby IF -  Suède
- janvier 2002-2003 : Panionios -  Grèce
- 2003-décembre 2005 : Dalian Shide -  Chine
- février 2005-2006 : Royal Excelsior Mouscron -  Belgique

## Équipe nationale
- 48 sélections et 14 buts en équipe de Slovénie entre 1994 et 2005.